# Przystanek Woodstock 2004 (album Dżemu)
Przystanek Woodstock 2004 – drugie wydawnictwo DVD zespołu Dżem z wokalistą Maciejem Balcarem. Dodatkami na płycie są wywiad z zespołem oraz galeria zdjęć.
Nagrania uzyskały certyfikat platynowej płyty DVD.

## Spis utworów
1. Whisky
2. Jak malowany ptak
3. Ballada o dziwnym malarzu
4. Szeryfie, co się z tobą dzieje?
5. Czerwony jak cegła
6. Człowieku co się z tobą dzieje
7. Kaczor coś ty zrobił?
8. Skazany na bluesa
9. Niewinni i ja cz. I i II
10. Wehikuł czasu
11. Naiwne pytania
12. Finał